# Козак Віра
Віра Козак (до шлюбу Юрченко; 24 червня 1982, Горлівка, Донецька область, Українська РСР, СРСР) — українська волейболістка, центральна блокуюча. Гравчиня національної збірної.

## Із біографії
Віра Юрченко народилася в Горлівці. Згодом її родина переїхала до Сєвєродонецька. Середню освіту здобула в Луганському вищому училищі фізичної культури. 1998 року стала грати в новоствореній команді «Сєвєродончанка», котра в дебютному сезоні здобула перемогу в другій лізі. Серед її партнерок були Ганна Піддубна, Антоніна Кривобогова і Марина Марченко. У міжсезоння вступила до Рівненського інституту слов'янознавства на психологію. Паралельно виступала за місцеві клуби «Полісянка» (три сезони) і «Регіна» (два сезони).
Після завершення навчання повернулася до складу «Сєвєродончанки», яка дебютувала у суперлізі і намагалася підсилити свій склад. На перших порах конкурувала за місце в основному складі з Юлією Гричук, Світланою Стразовою і Юлією Якушевою. Сезон 2005/06 її команда завершила на третій позиції і, окрім бронзових медалей, їй присвоїли звання «Майстер спорту України». У січні 2009 року стала переможницею Кубка України. Того сезону «Сєвєродончанка» здобула золоті медалі чемпіонату України, але в заключних матчах вона участі не брала — у лютому пішла в декретну відпустку, одружилася і народила сина.
Влітку 2010 перейшла до одеської «Джінестри». У першому сезоні стала володаркою Кубка України і срібною призеркою національної першості. 2011 року виступала в складі національної збірної України. У січні 2012 року клуб залишила Анастасія Смирнова і її обрали капітаном команди. «Джінестра» перебувала у скрутному фінансовому стані і по завершенні сезону припинила своє існування, а Віра Козак повернулася до «Регіни», де завершила виступи в професійному волейболі.

## Досягнення
- Чемпіонка України (1): 2009
- Володарка кубка України (2): 2009, 2011
- Срібна призерка чемпіонату України (1): 2011
- Бронзова призерка чемпіонату України (1): 2006

## Клуби
| Роки      | Команди             |
| --------- | ------------------- |
| 1998—1999 | «Сєвєродончанка»    |
| 1999—2002 | «Полісянка» (Рівне) |
| 2002—2004 | «Регіна» (Рівне)    |
| 2004—2009 | «Сєвєродончанка»    |
| 2010—2012 | «Джінестра» (Одеса) |
| 2012—2013 | «Регіна» (Рівне)    |